# Toma de La Calera
La Toma de La Calera fue un operativo realizado por la organización guerrillera argentina Montoneros el 1 de julio de 1970, a las 07:30 de la mañana, en la localidad cordobesa de La Calera. Tomaron la comisaría, se asaltó el Banco de la Provincia de Córdoba, se tomó la central telefónica y se inutilizaron sus equipos y se dejó en la esquina del banco una caja -un supuesto explosivo- que en realidad contenía un grabador con la Marcha peronista. Luego de la retirada, diversos errores de planificación y ejecución provocaron la detención de varios militantes, algunos de ellos fundadores de la organización.

## Contexto

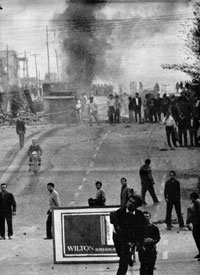
Cordobazo, 29 de mayo de 1969

El contexto en que se dio el copamiento estaba teñido por un duro reclamo de los trabajadores de IKA Renault y el prolongado conflicto estudiantil en las facultades de Arquitectura, Ciencias Exactas y Derecho. Un año atrás, el Cordobazo fue un punto de inflexión en la historia política argentina de las últimas décadas. Tuvo un efecto multiplicador de manifestaciones contra el gobierno militar y contra la burocracia sindical en otras ciudades del país, y fue el punto de partida del resurgimiento de la corriente clasista en las fábricas. Incentivó el crecimiento y accionar de agrupaciones de izquierda y células activistas, algunas de las cuales derivaron en organizaciones políticas armadas (entre las más importantes, el Ejército Revolucionario del Pueblo, Montoneros, Fuerzas Armadas Revolucionarias). Ese es el contexto del que salieron los jóvenes de entre 22 y 24 años que llevaron a cabo el operativo de La Calera.

## Preparación
La elección de La Calera para efectuar la acción armada tenía que ver con la raigambre peronista del lugar. Había sido el último foco de resistencia del peronismo durante la Revolución Libertadora. Además, la cercanía al Regimiento de Infantería Aerotransportada de Córdoba, cuyo personal era incapaz de reaccionar con suficiente rapidez, fue deliberadamente calculada para afectar la moral del Ejército. Además, el año anterior, el 3 de octubre de 1969, La Calera había vivido un casi perfecto clima de guerra. Novecientos paracaidistas se habían lanzado desde aviones Hércules C-130 y Douglas DC-3 para rodear la localidad, ante la posibilidad de que un grupo guerrillero pudiera actuar en la zona.
Cecilio Salguero vivía en la ciudad y se encargó de la logística previa junto a su cuñado, Jorge Piotti. Un mes antes, habían realizado un estudio del movimiento en sitios clave, además de monitorear el tráfico vehicular, la rutina de los cuarteles, qué ruta era la más correcta para entrar y salir, y por dónde se podía obstruir el camino con clavos miguelitos.
El copamiento general de la ciudad debió haberse realizado una semana antes, pero hubo una falla en la coordinación y se postergó. La persona que debía conducir uno de los autos tuvo un inconveniente, salió retrasado y redujo a un taxista, al que encerró en el baúl. Fue un riesgo agregado que hizo desistir de continuar con la operación.

## Desarrollo

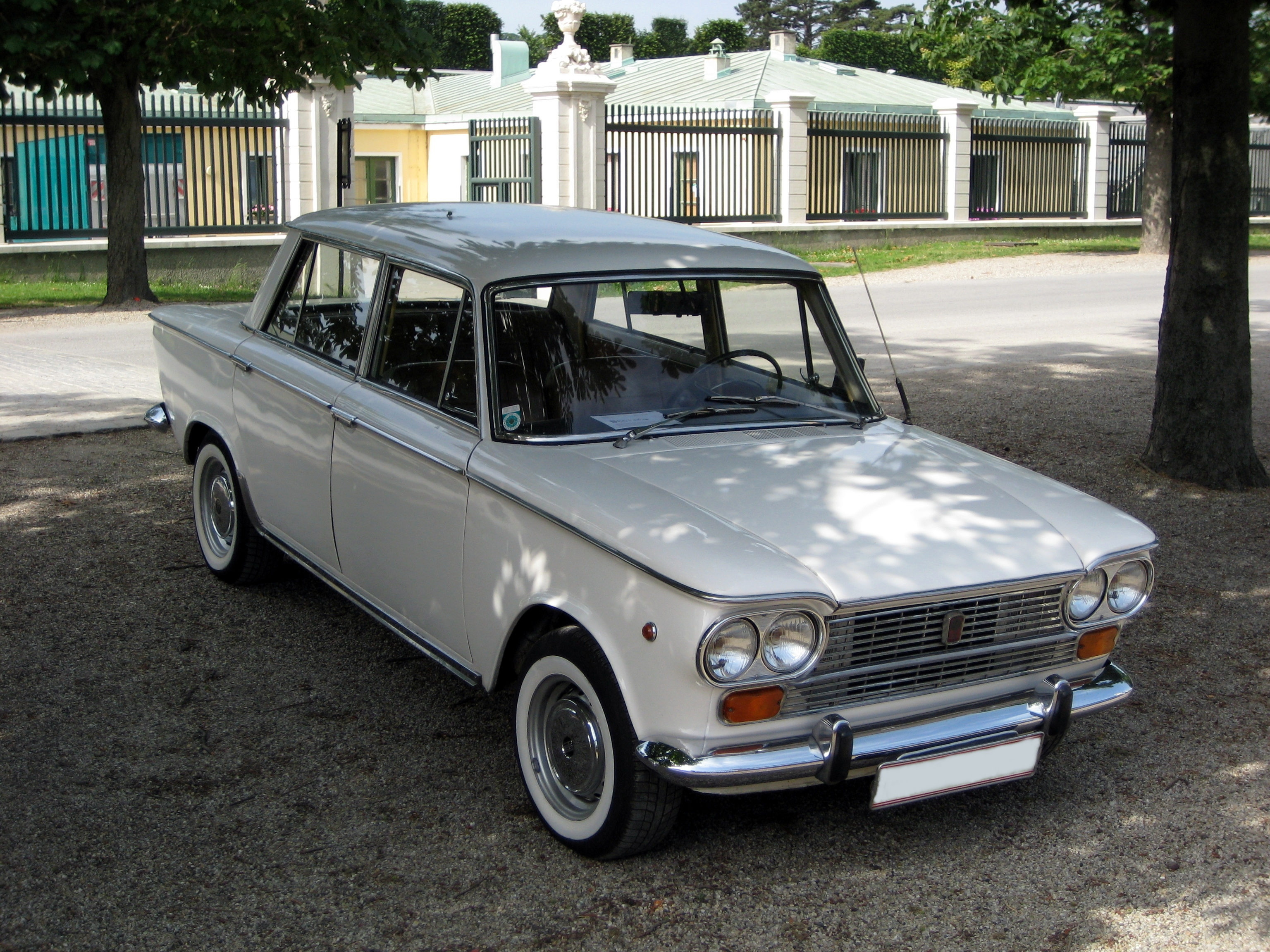
Los guerrilleros llegaron en cuatro coches, entre ellos un Fiat 1500 como el de la foto

Una semana después, el acto guerrillero se concretó. Empezó muy temprano en diferentes casas operativas de los alrededores para confluir en los accesos de La Calera. En pleno centro de la ciudad, mientras un grupo asaltaba la sucursal del Banco de Córdoba, a muy pocos metros de la sede del banco, otro grupo había tomado el edificio municipal y apuntaba a los empleados con pistolas y fusiles. Simultáneamente, pintaban consignas en el frente de la Municipalidad y dejaban a la vista una caja negra que simulaba una bomba pero que contenía un grabador con la Marcha Peronista. Mientras eso ocurría, la subcomisaría en barrio 25 de Mayo también había sido tomada, como el edificio del Correo y la oficina de Telégrafos.
A las 7, cuatro autos, un Fiat 1500, un IKA-Renault Torino, un Renault 4 y una camioneta, con cuatro ocupantes cada uno, ingresaron a La Calera provenientes de Villa Rivera Indarte y Villa Allende. El principal era el Torino, que había sido camuflado como patrullero y que se usó para tomar la subcomisaría.
El operativo comenzó cuando el subcomisario Eustaquio Larrahona, que estaba con una agente en un Jeep de custodia que controlaba la apertura del banco, sintió un fuerte impacto. Habían sido atropellados de atrás por una pick up Chevrolet que simuló quedarse sin frenos en la pendiente de la avenida San Martín, siendo rodeados por cuatro hombres y una mujer armados con ametralladoras y pistolas calibre 45, que los redujeron, los llevaron frente al municipio y los hicieron parar junto a los pilares de acceso. Mientras, otro de los guerrilleros, que llevaba un brazalete celeste y blanco en el que se leía Montoneros, se introdujo al edificio donde ya había gente trabajando. Desde adentro se comunicaba a través de walkie talkies con sus compañeros, a los que nombraba con apodos. En la oficina de Telégrafos, los atacantes redujeron a la encargada y al guardahilos, cortaron cables y destrozaron la central de comunicaciones.
En el caso de la comisaría y el banco, tras amenazar a los presentes con pistolas y fusiles, los guerrilleros los obligaron a cantar la Marcha peronista. En el interior del banco, los guerrilleros le ordenaron al gerente que abriera el tesoro de la entidad, explicando que sería usado para la «liberación argentina» y para «saciar el hambre de los empleados de SMATA». El botín fue de cuatro millones de pesos de la época. En el banco hubo un tiroteo con un policía de civil, pero el comando que actuaba en el lugar logró escapar.
En la sede municipal había quedado reducido el comisario Eustaquio Larrahona, mientras los Montoneros pintaban con aerosol las leyendas: «Perón o muerte, Montoneros» y consignas que reivindicaban a la organización rebelde, y otras agrupaciones como Uturuncos, General San Martín y Eva Perón, dejaban una caja negra que simulaba una bomba y tiraban panfletos con una proclama que eran rápidamente recogidos por los curiosos.
El operativo general duró menos de una hora. Cuando los periodistas cordobeses llegaron al lugar, los vecinos les preguntaban si estaba ocurriendo lo mismo en el resto de la provincia porque el operativo los había dejado incomunicados.

## La huida y las detenciones
Después de la operación, todos los autos se retiraron hacia Saldán. En la huida se rompió un Fiat 1500 y tuvieron que modificar los planes, robando el primer auto que vieron pasar. Losada y Fierro, se bajaron en Villa Rivera Indarte para esconderse en una casa pero antes de llegar fueron interceptados por los policías de civil, Cabo Carlos Ambrosio y Andrés Pérez. El dúo llamo la atención de Ambrosio, Pérez bajo la ventanilla y ante una pregunta casual vio que Lozada estaba armado y Ambrosio disparó con premura hiriendo a Losada y evito, posteriormente, que les tirará un explosivo casero. Pérez, por otro lado, detuvo a Fierro sin dificultad con cuerdas de nailon. Losada luego declaró que, después de ser tratado en el Hospital militar, fue torturado.
Los soldados, conducidos por el general Jorge Carcagno, fueros los que llegaron primero a la ciudad y la aseguraron.
Recuperada la ciudad, los militares desplegaron el operativo de desactivación de la presunta bomba depositada en el parque de la Municipalidad. La caja era un cubo de unos 50 centímetros de lado. Se presumía un artefacto explosivo. Con cuidado, se lo trasladó a un sitio alejado y allí se lo abrió. Para sorpresa del oficial encargado de la tarea y de los curiosos que lo rodeaban, se comprobó que contenía un grabador con una cinta de la Marcha Peronista. la cual al ser activada en vez de reproducir la cinta a todo volumen, por un fallo, apenas se pudo oír.

### La caída del grupo
De los interrogatorios a los detenidos se obtuvo la dirección de la principal casa operativa, que quedaba en barrio Los Naranjos. Allí, en horas de la siesta del mismo día, se produjo un allanamiento y hubo un tiroteo tras el que resultaron capturados Ignacio Vélez, Emilio Maza y el resto del comando.
En la vivienda, la Policía encontró un fichero con una lista de colaboradores escrita en clave y una autorización para manejar un Renault 4 otorgada por Norma Arrostito en favor de Emilio Maza. Según las pericias, el documento se había confeccionado con la misma máquina de escribir con que se tipearon los comunicados del secuestro de Aramburu. De esa manera, las fuerzas de seguridad dieron con una pista para descubrir a la célula porteña del grupo fundador de Montoneros.
A raíz de esos operativos resultaron detenidos prácticamente todos los integrantes del copamiento: José María Breganti, Guillermo Martorell Juárez, quien fuera magistrado del poder judicial, Felipe Nicolás Defrancesco, Luis Lozada, Ignacio Vélez Carreras, Cristina Liprandi de Vélez, Emilio Maza, Juan Carlos Sorati Martínez, Heber Albornoz y José Alberto Fierro. De esos nueve detenidos resultaron heridos Losada, Vélez Carreras y Emilio Maza, que falleció una semana después en el Hospital San Roque.

## Consecuencias
El error de permitir que los integrantes del grupo conocieran el nombre de sus camaradas y la ubicación de las casas operativas desnudó la falta de una organización adecuada.
Los largos meses en cárcel les permitieron a militantes como Ignacio Vélez e influidos por Envar El Kadri, continuar con el análisis social y político. De allí surgió posteriormente la reflexión autocrítica del llamado “Documento Verde”, en el que declararon serias diferencias con la metodología de la organización. A partir de entonces afianzaron su participación en la fuerza guerrillera a través de la columna Sabino Navarro, más afín al sector de los curas obreros y la militancia social.

## La Calera hoy
A más de 40 años de ese suceso, la memoria de los calerenses lo retiene como un hecho ajeno e inesperado, y los lugares donde se desarrolló el copamiento ya casi no existen. La comisaría está en ruinas, el edificio del correo es una casa de familia y la central de telégrafos se convirtió en una carnicería. En lugar del banco hay un supermercado chino, y la Municipalidad no conserva registro visible de los hechos.
La Escuela Experimental ProA La Calera realizó una investigación sobre la memoria colectiva durante los meses de julio-septiembre para ver el grado de conocimiento de los hechos en las nuevas generaciones y para comunicar aportes descubiertos.